# La guerra de las brujas
La guerra de las brujas es una trilogía escrita por la autora barcelonesa Maite Carranza. La trilogía está formada por los siguientes libros: El clan de la Loba, El desierto de hielo y La Maldición de Odi.
En 2023, la autora publicó la precuela La loba gris. La historia de Deméter, donde relata el inicio de la guerra de las brujas. Por este libro recibió el premio Templo de las Mil Puertas a la mejor novela nacional perteneciente a saga.
La historia trata de las aventuras de Anaíd, una bruja del clan de las Omar que debe empuñar el cetro de poder y dominarlo para vencer a las Odish, las temerarias brujas que se alimentan de sangre de sus enemigas para ser inmortales. 
La madre de Anaíd es la supuesta "elegida" en el primer libro, pero después le confiesan a Anaíd que ella es la verdadera elegida y que su madre estaba intentando ocultarla de las Odish. En El desierto de hielo, es donde la elegida descubre su origen y donde nació y llama sin ser consciente a la Odish nigromante Baalat, su mayor enemiga.
En el tercer libro Anaíd debe enfrentarse a la traición, el rechazo de los suyos y la soledad, la maldición se ha cumplido: la elegida ha incurrido en los errores, ha sucumbido al poder del cetro y hasta los muertos reclaman su tributo.

## Personajes en los libros

### Personajes principales (faltan algunos)

#### Anaíd Tsinoulis
Es la elegida por la madre O para gobernar el cetro del poder y para destruir a las Odish. Está en el bando Omar, aunque cuando descubre que su familia por parte de su padre es Odish, se une al bando rival. En el último libro, Anaíd se convirtió en la elegida maldita, cumpliéndose así la maldición que Odi mandó a la elegida, bebiendo sangre de una de las brujas de su mismo clan, resucitando a los muertos y traicionando a su familia. En la última parte de la Maldición de Odi recapacita y vuelve con su antiguo clan.

#### Selene Tsinoulis
Selene es la madre de Anaíd, hija de Démeter, de la tribu escita, del clan de la loba, del linaje de las Tsinoulis. Selene simulaba ser la elegida en El Clan de la Loba para apartar a su hija de las Odish.
Cuando estudiaba en la universidad se vistió de Baalat para una fiesta de disfraces, invocándola a regresar. Después huyó de su clan con Gunnar embarazándose de Anaíd. Después de descubrir que Gunnar era un Odish vuelve con las Omar y finge ser la elegida para proteger a su hija Anaíd. Pero después desaparece, haciéndole creer a las Odish que es la elegida y que ella es una Odish.

#### Gunnar Enairson
Hijo de Cristine Olav, Brujo Odish, amante de Selene y padre de Anaíd. Proviene de la tierra de los hielos, Islandia. Gunnar significa el Guerrero de la batalla. Gunnar es un brujo Odish inmortal que ha vivido durante más de mil años. Es el único brujo Odish, creado para concebir a la elegida.

#### Cristine Olav
Abuela de Anaíd, madre de Gunnar, Bruja Odish, más conocida como la Dama Blanca o la Dama de Hielo. Durante muchos años esta Odish habitó los países del norte atemorizando a los inuits y a los islandeses, que la confundían con la diosa Frigg, la esposa de Odín. En la obra El Clan de la Loba, y tras un encuentro fortuito en el mismo pueblo de Urt, con sus palabras, consigue recuperar la autoestima de Anaíd, quien se sentía menospreciada por el resto de su clase. Sus gestos y sus acciones consiguen transmitirle la seguridad y el afecto que Anaíd necesita tras la desaparición de su madre. En el segundo libro, es la Dama de Hielo, lastimada por Selene y congelada por Deméter, pero cuando Deméter murió revivió. En el tercer libro, se congracia con su nieta Anaíd para matar a sus dos mayores enemigas, Baalat, y la Condesa para gobernar pero se le interpone su nieta. Finalmente se descubre que era buena y gracias a ella las Odish caen por fin vencida. Es la única Odish que ha tenido hijos, y la única Odish buena de la saga.

#### Démeter Tsinoulis
Abuela de Anaíd, Matriarca del Clan de la Loba, bruja Omar. Démeter fue asesinada por las Odish cuando intentaba proteger a su nieta. Se narra un poco de su historia y aparece varias veces en la saga como un espíritu en forma de loba o ayudando a Anaíd en el mundo de los muertos.

#### Baalat
Bruja Odish. Es una de las mayores antagonistas de la saga de la guerra de las brujas junto a la Condesa, y está descrita como antigua reina de los fenicios hace veintiún siglos. Su edad es milenaria. También es llamada la Dama Oscura o Dama de Biblos, y otros nombres suyos son Astarté e Ishtar.
Baalat era una Odish nigromante que en la antigüedad gobernaba a los fenicios y exigía sacrificios humanos. Se hizo pasar por su diosa, Astarté y suplantó a Baal, su dios. Se la describe como una mujer tan bella que era equiparable a Afrodita, enloquecía a los hombres y los alejaba a sus esposas, aunque nunca se da su descripción física. Es la Odish más peligrosa y en su reinado destruyó al clan de las jirafas, las ciervas y las escorpiones y destruye sistemáticamente a las delfines que se asentaron en sus costas. Es la peor enemiga de Anaíd. Su aparición se da por primera vez en el Desierto de Hielo, donde se muestra su historia, de como reinaba en los antiguos fenicios y como intenta cazar a Anaíd y a su madre, Selene, para asesinarlas. Selene realiza el Camino de Om y la encierra, pero en la Maldición de Odi, regresa gracias a Anaíd, contra la que lucha. Es derrotada por Cristine Olav, pero sigue atacando hasta que Anaíd acude al consejo de los muertos y es finalmente vencida.
Gracias a su poder nigromántico, podía revivir a los muertos y hacerlos sus sirvientes y vaticinar el futuro. Entre las Omar es muy temida, ya que según ellas marchitaba las plantas, traía consigo el hambre y enloquecía a los hombres. Fue el azote de las Omar. Su reinado se acaba tras el embate de Alejandro Magno en Biblos, de donde escapa, y muere asesinada por Escipion en Cartago, donde es decapitada y quemada. Sin embargo sobrevive gracias a su poder y crea una profecía. No tiene cuerpo, ya que fue destruido hace veintiún siglos, pero gracias a su nigromancia sobrevivió y ahora es pura energía, pero puede encarnarse en cuerpos mortales y realiza la mayor masacre Omar en muchos siglos, gracias a que e convocada por Selene. Después persigue a la joven loba, madre de la elegida, y la ataca en tierras de la Dama Blanca, su enemiga ancestral. Selene tuvo que recurrir al consejo de los muertos para detenerla, pero esta vuelve a salvarse gracias a una nueva profecía. Vuelve a ser convocada por Anaid y lucha contra ella, Selene y Gunnar, y los hubiera vencido de no ser por la intervención de la Dama de Hielo, quien la derrota. Sigue atacando a Anaid varias veces hasta que finalmente es vencida cuando el consejo de muertos le quita la vida de una vez por todas.
Es la Odish más peligrosa y es una experta nigromante, tanto así que no necesita cuerpo para existir. Con la sola mención de su nombre adquiere más poder, y con cada matanza alarga su vida. Su energía es inmensa y en su pasado era una Odish inmensamente poderosa. Acabó con tres clanes Omar y atacó y mató a muchas delfines. Se atrevió a atacar las tierras de la Condesa y también a las de Cristine Olav. Es extremadamente astuta y muy cruel y despiadada, rasgo que comparte con sus servidoras Odish, quienes se muestran como las más sanguinarias de todas. Lucha contra Anaid en el plano donde reina, como una cegadora serpiente, le arrebata el cetro y casi consigue matarla. Es arrogante y terrible, tanto que intenta luchar contra el consejo de los muertos cuando cae vencida. Es muy temida por las Omar y los fenicios, quienes no pronuncian su nombre por temor a su crueldad.

#### Roc
Hijo mayor de la bruja Omar Elena y novio de Anaíd, en el tercer libro en la última parte. Roc es dos años mayor que Anaíd. En El clan de la Loba, es el novio de Marion, una chica de su clase, pero al volver Anaíd de Sicilia se enamora de ella.

#### Clodia
Amiga siciliana de Anaíd e hija de la matriarca del clan del delfín, que como ella es bruja. Clodia le enseña como ligar con los chicos a Anaíd y gracias a ella conquista a Roc. Clodia es muy decidida y muy astuta, ligona y discoquetera. Al principio se lleva muy mal con Anaid, pero después que esta la salva de Salma, se vuelven muy amigas. Mejor dicho mejores amigas.